# Dierama dubium
Dierama dubium är en irisväxtart som beskrevs av Nicholas Edward Brown. Dierama dubium ingår i släktet Dierama och familjen irisväxter. Inga underarter finns listade i Catalogue of Life.